# Vodstrup
Vodstrup er en landsby på det østlige Mors i Limfjorden med 218 indbyggere  (2024), beliggende to kilometer nord for Nykøbing og to kilometer syd for Tødsø. Desuden ligger byen 27 kilometer syd for Thisted.
Byen ligger i Region Nordjylland og hører til Morsø Kommune. Vodstrup er beliggende i Tødsø Sogn.